# Leibniz-Medaille der Akademie der Wissenschaften und der Literatur Mainz
Die Leibniz-Medaille, benannt nach Gottfried Wilhelm Leibniz, wird von der Akademie der Wissenschaften und der Literatur Mainz an Persönlichkeiten verliehen, die sich um die Akademie besonders verdient gemacht haben.
Im Oktober 1960 hat die Akademie als ihre höchste Auszeichnung für Förderer die Leibniz-Medaille gestiftet.

## Preisträger
- 1961 Adolf Kern, Direktor a. D. der Kreissparkasse Mainz
- 1961 Mathilde Gantenberg, Staatssekretärin im Kultusministerium des Landes Rheinland-Pfalz
- 1961 Heinrich Delp, ehem. Leiter der Staatlichen Hochbauverwaltung
- 1961 Irène Giron, ehem. Directeur Général Adjoint der französischen Kulturabteilung Baden
- 1961 Adolf Süsterhenn, ehem. Präsident des Verfassungsgerichtshofes RLP
- 1964 Walter Kalkhof-Rose, Unternehmer, Ehrenpräsident der IHK für Rheinhessen, Förderer und Ehrenmitglied der Akademie
- 1964 Klaus-Berto von Doemming, Staatssekretär a. D.
- 1965 Ernst Nord, ehem. Ehrenkurator des Stifterverbandes für die Deutsche Wissenschaft
- 1965 Otto Wegner, ehem. Ministerialdirigent
- 1965 Siegfried Balke, Bundesminister a. D.
- 1966 Otto van Volxem, Landtagspräsident a. D. RLP
- 1966 Richard Voigt, ehem. Staatsminister und Präsident des Kuratoriums der Stiftung Volkswagenwerk
- 1967 Eduard Orth, Minister a. D. für Unterricht und Kultus RLP
- 1967 Werner T. Schaurte, Unternehmer
- 1969 Peter Altmeier, Ministerpräsident a. D. des Landes Rheinland-Pfalz
- 1971 Gotthardt Gambke, ehem. Generalsekretär der Stiftung Volkswagenwerk
- 1971 Horst Backsmann, ehem. Vorstandsmitglied der Volkswagenwerk AG
- 1973 Adolf Steinhofer, Leiter der Forschung der BASF
- 1973 Karl August Forster, ehem. Ehrensenator der Universität Ulm
- 1974 Johannes Baptist Rösler, ehem. Bürgerbeauftragter des Landes Rheinland-Pfalz
- 1974 Ernst Schäck, Ministerialdirigent
- 1974 Jockel Fuchs, Oberbürgermeister von Mainz a. D.
- 1979 Herbert Grünewald, ehem. Vorsitzender des Aufsichtsrates der Bayer AG
- 1979 Werner Krämer, ehem. Präsident des Deutschen Archäologischen Instituts
- 1981 Hanna-Renate Laurien, Kultusministerin RLP
- 1981 Wolfgang Treue, ehem. Referent der DFG
- 1982 Konrad Petersen, Ministerialrat a. D.
- 1982 Kuno Huhn, Notar a. D.
- 1983 Hermann Eicher, Finanzminister a. D. des Landes RLP
- 1983 Hans Rüdiger Vogel, Gründer und Vorsitzender des Instituts für Gesundheitsökonomie
- 1984 Otto Bardong, Mitglied des Landtags RLP
- 1985 Albrecht Martin, Staatsminister a. D.
- 1987 Hans Helzer, Rektor a. D.
- 1987 Hugo Brandt, Bundestagsabgeordneter a. D.
- 1987 Klaus Töpfer, Bundesminister a. D.
- 1988 Herbert Franke, ehem. Vizepräsident der DFG
- 1989 Bernhard Vogel, Ministerpräsident a. D. des Landes Thüringen
- 1989 Rita Süssmuth, Präsidentin a. D. des Deutschen Bundestages
- 1990 Marie-Luise Zarnitz, Leitende Mitarbeiterin der Volkswagen-Stiftung
- 1991 Heinz Peter Volkert, Landtagspräsident a. D.
- 1991 Fritz Preuss, Vizepräsident a. D. des Landtags RLP
- 1992 Sibylle Kalkhof-Rose, Förderin und Ehrenmitglied der Akademie
- 1993 Walter P. Becker, Direktor a. D. des Landtages Rheinland-Pfalz
- 1994 Wolfgang Paulig, Ministerialrat a. D.
- 1995 Rolf Möller, Staatssekretär a. D., Generalsekretär der Volkswagen-Stiftung a. D.
- 1996 August Frölich, Ministerialdirigent a. D.
- 1997 Sylvester Rostosky, Referatsleiter Geisteswissenschaften der DFG
- 1998 Hans Franzen, Stifter des Hans-Franzen-Akademiepreises
- 1999 Rudolf Meimberg, Stifter des Rudolf-Meimberg-Preises der Akademie
- 1999 Siegfried Grosse, Präsident a. D. des Instituts für Deutsche Sprache
- 2000 Josef Reiter, Präsident a. D. der Johannes-Gutenberg-Universität
- 2001 Wilhelm Krull, Generalsekretär der Volkswagenstiftung
- 2002 Klaus Adam, ehem. Vorsitzender der Landesbank RLP
- 2003 Jens Beutel, Oberbürgermeister der Stadt Mainz
- 2004 Christoph Grimm, Präsident a. D. des Landtags Rheinland-Pfalz
- 2005 Peter Schwenkmezger, Präsident der Universität Trier
- 2006 Jürgen Zöllner, Staatsminister für Wissenschaft, Weiterbildung, Forschung und Kultur des Landes Rheinland-Pfalz
- 2007 Jörg Michaelis, Präsident a. D. der Johannes-Gutenberg-Universität
- 2008 Helmut Rittgen, Bundesbankdirektor, Deutsche Bundesbank
- 2009 Eckhart Koch, Bankdirektor a. D.
- 2010 Gerd Mangel, Ministerialrat a. D.
- 2011 Jürgen Schlegel, Ministerialdirigent a. D.
- 2012 Peter Hanser-Strecker, Leiter des Schott-Verlages
- 2013 Kurt Beck, Ministerpräsident a. D.
- 2014 Georg Krausch, Präsident der Johannes Gutenberg-Universität Mainz
- 2015 Burger Wittke, Richter und Direktor des Amtsgerichts Mönchengladbach a.D
- 2016 Gerhard Muth, Präsident der Hochschule Mainz
- 2017 Frank Suder, Geschäftsführender Vorstand bei der Fritz Thyssen Stiftung
- 2018 Stephan Kern, Rechtsanwalt
- 2019 Joachim Erler, Rechtsanwalt
- 2020 Stefan Schmitz, Kaufmann und Mäzen
- 2021 Andreas Barner und Susanne Barner, Stifter des Hans-Gàl-Preises
- 2022 Uwe Abel, Vorstandsvorsitzender der Mainzer Volksbank